# Folgore Calcio Castelvetrano
L'A.S.D. Folgore Calcio Castelvetrano, nota in passato come Folgore Castelvetrano o semplicemente Folgore, è una società calcistica italiana con sede nella città di Castelvetrano (TP).
Per la stagione 2023-2024, la società milita nel campionato di Eccellenza nel girone A.
La squadra disputa gli incontri casalinghi presso lo stadio Comunale "Paolo Marino". 
Nella sua storia ha disputato complessivamente 28 campionati di Serie D, chiamato negli anni con diverse denominazioni: Promozione, IV Serie, Campionato Interregionale e Campionato Nazionale Dilettanti.

## Storia
Il Gruppo Sportivo Folgore Castelvetrano nasce nel 1945 sotto la presidenza di Franco Lombardo, storico fondatore del club.

Nei primi anni della propria storia il club rossonero si limita a partecipare a dei campionati di carattere giovanile dove ottiene molte vittorie; nel 1949 però la Folgore subentra all'U.S. Castelvetrano divenendo la principale realtà calcistica della città.
L'arrivo nel campionato interregionale è datato 1963 quando la Folgore vince il proprio campionato di Promozione (vinto anche l'anno precedente prima di soccombere nello spareggio promozione contro il Paternò) e raggiunge la quarta serie in cui resterà per ben undici tornei consecutivi.

Dopo un periodo di assestamento in Promozione la Folgore ritorna in Interregionale nel 1983 e vi resta per ben dodici stagioni, nel 1999 dopo aver concluso un tranquillo torneo di Eccellenza non si iscrive e, dopo oltre 50 anni di storia, vede fallire la propria squadra.

Nel 2000, dopo aver acquistato il titolo sportivo della Mazarese in Promozione, rinasce la Folgore 2000 che nel giro di un paio di stagioni coglie la promozione che la proietta nuovamente nel massimo torneo dilettantistico regionale in cui stazionerà per oltre 10 campionati (ad eccezione della promozione in Serie D nel campionato 2003-04 vanificata da un'immediata retrocessione la stagione seguente).

Nel 2012 la Folgore Selinunte retrocede sul campo (sconfitta ai play-out dal San Giovanni Gemini) ma viene ripescata, due stagioni dopo, nel deludente campionato 2013-14 nulla evita alla compagine rossanera una mesta retrocessione che culminerà nel ritorno in Promozione dopo 13 anni di assenza. 
Nella stagione successiva perde la finalissima play-off contro il CUS Palermo ma viene poi ripescata in Eccellenza con la nomina del nuovo allenatore Alberto Amoroso, rilevato successivamente da Tarcisio Catanese.
Finisce al terzo posto il campionato di Eccellenza del 2016-2017 e vince i playoff nazionali venendo promossa in Serie D ma poi, per questioni amministrative e finanziarie non si iscrive alla serie D
Nella stagione 2018/2019 un imprenditore locale acquisisce il titolo della squadra Cinque Torri di Trapani e porta il titolo a Castelvetrano. 
Cambia la denominazione della squadra che verrà chiamata Dolce Onorio Folgore. 
La squadra partecipa al Campionato di Promozione Sicilia. 
Nella stagione 2019/2020, compromessa dalla Pandemia Mondiale a causa del Covid-19, la squadra allenata dapprima da Mister Antonio Putaggio e poi da Giuseppe Bonino, chiude al secondo posto la stagione aggiudicandosi il diritto a disputare il campionato di Eccellenza nella stagione successiva.

## Cronistoria
- 2022-2023 - 1º nel girone A in Promozione Sicilia. Promossa in Eccellenza Sicilia

## Colori e simboli

### Colori
I colori della Folgore sono il rosso ed il nero. La prima maglia è a strisce verticali rosso-nere con pantaloncini e calzettoni neri. La seconda maglia è quasi interamente bianca con l'aggiunta di due strisce rosso-nere nella parte superiore.

## Strutture

### Stadio
La squadra disputa le sue partite interne allo stadio Paolo Marino sito in Castelvetrano (TP), Via Marsala nr. 1 , impianto capace di ospitare 5.000 spettatori.

## Allenatori
G.S. Folgore Castelvetrano
- 1949-1962 ?
- 1962-1963  Luciano Gisberti
- 1963-1973 ?
- 1972-1973  Carlo Confalonieri
- 1973-1974  Gianni Luna[4]
- 1974-1975 ?
- 1975-1976  Giorgio Michelotti
- 1976-1981 ?
- 1981-1982  Silvio Bevilacqua
- 1982-1983  Mimmo Rizzo[5]
- 1983-1987 ?
- 1987-1988  Washington Cacciavillani
- 1988- 1889 ?

1989 - 1990  Agostino Alzani (28ª-34ª)
- 1990-1991  Guido De Maria
- 1991-1993 ?
- 1993-1994  Mario Possamai
- 1994-1995  Antonio Antonucci[6]
- 1995-1997 ?
- 1997-1998  Giuseppe Cerro
- 1998-1999  Giovanni Messana
- 1999  Guido De Maria
- 1999  Giovanni Messana

S.C. Folgore 2000/Folgore Selinunte
- 2000-2001  Luigi Aiello
- 2001-2002  Filippo Foscari
- 2002  Luigi Aiello
- 2002-2003  Gigi Lamia
- 2003  Saverio Siino
- 2003-2005  Riccardo Chico
- 2005  Antonio Antonucci
- 2005-2006  Ninni Carollo
- 2006-2007  Guido De Maria
- 2007-2008  Gegè Di Ruocco
- 2008-2009  Vito Signorello
- 2009-2010  Filippo Foscari
- 2010-2011  Totò Brucculeri
- 2011  Pino La Bianca[7]
- 2011-2012  Matteo Gerardi[8]
- 2012-2013  Filippo Foscari[9]
- 2013-2014  Giovanni Messana[10]
- 2014  Francesco Giordano[11]
- 2014-2015  Mimmo Bellomo[12]
- 2015  Giuseppe Geraldi[13]
- 2015  Alberto Amoroso
- 2015-2016  Tarcisio Catanese
- 2016-2017  Nicola Terranova[14]
- 2018-2019  Giovanni Messana
- 2019-2020  Antonio Putaggio
- 2020-2021  Giuseppe Bonino
- 2020-2021  Vito Signorello
- 2021-  Stefano Pizzitola
- 2021-2022  Totò Brucculeri
- 2022-2023  Giovanni Messana
- 2023-2024  Stefano Colombo e Filippo Cavataio
- 2024-2025  Filippo Cavataio

## Palmarès

### Competizioni regionali
- Eccellenza: 1

2003-04 (girone A)
- Promozione: 2

1982-1983 (girone A); 2022-2023 (girone A)
- Prima Categoria: 2

1961-1962 (girone A), 1962-1963 (girone A)

## Statistiche e record
La Folgore vanta quindici partecipazioni in tornei valevoli per il quarto livello del campionato italiano (la prima è nel campionato 1948-1949 di Promozione, l'ultima è la Serie D 1973-1974). La squadra rossonera ha partecipato per 28 volte al massimo campionato non professionistico.

### Partecipazione ai campionati
Nazionali
| Livello | Categoria                       | Partecipazioni | Debutto   | Ultima stagione | Totale |
| ------- | ------------------------------- | -------------- | --------- | --------------- | ------ |
| 4º      | Serie D                         | 11             | 1963-1964 | 1973-1974       | 15     |
| 4º      | Promozione                      | 4              | 1948-1949 | 1951-1952       | 15     |
| 5º      | Serie D                         | 1              | 2004-2005 | 2004-2005       | 13     |
| 5º      | Campionato Nazionale Dilettanti | 4              | 1992-1993 | 1995-1996       | 13     |
| 5º      | Campionato Interregionale       | 8              | 1983-1984 | 1991-1992       | 13     |

Regionali
| Livello | Categoria       | Partecipazioni | Debutto   | Ultima stagione | Totale |
| ------- | --------------- | -------------- | --------- | --------------- | ------ |
| I       | Prima Divisione | 1              | 1947-48   | 1947-48         | 34     |
| I       | Promozione      | 12             | 1952-1953 | 1987-1988       | 34     |
| I       | Prima Categoria | 4              | 1959-1960 | 1962-1963       | 34     |
| I       | Eccellenza      | 17             | 1996-1997 | 2020-2021       | 34     |
| II      | Promozione      | 7              | 2001-2002 | 2022-2023       | 7      |

## Tifoseria

### Gemellaggi e rivalità
La tifoseria della Folgore è gemellata con quella del Trapani. La principale rivalità è quella con la tifoseria del Mazara, inoltre sono molto sentite le sfide con Marsala e Enna.